# Door County

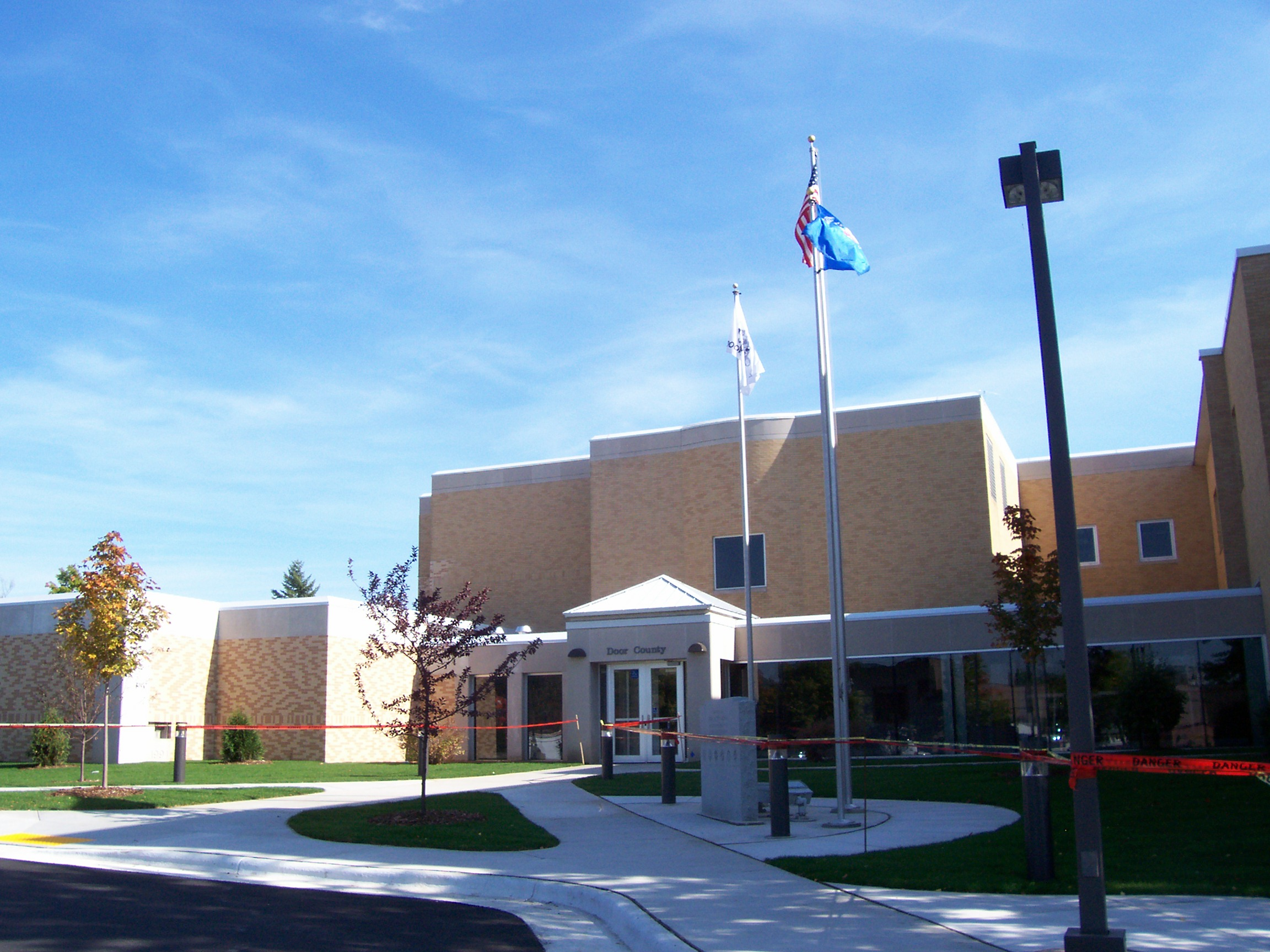
Gerechtsgebouw

Door County is een van de 72 county's in de Amerikaanse staat Wisconsin.
De county heeft een landoppervlakte van 1.250 km² en telt 27.961 inwoners (volkstelling 2000). De hoofdplaats is Sturgeon Bay.
De county beslaat het grootste deel van het gelijknamige schiereiland, Door Peninsula, dat tussen Green Bay en het Michiganmeer ligt. Enkele eilanden ten noorden van het schiereiland behoren ook tot Door County. Hiervan is Washington Island het grootste.

## Klimaat
| Klimatogram van Door County               | Klimatogram van Door County | Klimatogram van Door County | Klimatogram van Door County | Klimatogram van Door County | Klimatogram van Door County | Klimatogram van Door County | Klimatogram van Door County | Klimatogram van Door County | Klimatogram van Door County | Klimatogram van Door County | Klimatogram van Door County |
| ----------------------------------------- | --------------------------- | --------------------------- | --------------------------- | --------------------------- | --------------------------- | --------------------------- | --------------------------- | --------------------------- | --------------------------- | --------------------------- | --------------------------- |
| J                                         | F                           | M                           | A                           | M                           | J                           | J                           | A                           | S                           | O                           | N                           | D                           |
| 57 −6 −8                                  | 54 −8 −15                   | 60 1 −4                     | 129 9 −2                    | 93 13 3                     | 85 18 9                     | 97 21 12                    | 78 20 15                    | 87 19 12                    | 129 11 3                    | 85 7 1                      | 65 −2                       |
| Temperatuur in °C • Totale neerslag in mm |                             |                             |                             |                             |                             |                             |                             |                             |                             |                             |                             |